# 13e étape du Tour d'Espagne 2006
Pour un article plus général, voir Tour d'Espagne 2006.
La 13e étape du Tour d'Espagne 2006 a eu lieu le 8 septembre 2006 entre la ville de Guadalajara et celle de Cuenca sur une distance de 180 km. Elle a été remportée par l'Espagnol Samuel Sánchez (Euskaltel-Euskadi) qui s'impose devant le Norvégien Thor Hushovd (Crédit agricole) et son compatriote Alejandro Valverde (Caisse d'Épargne-Illes Balears). Valverde conserve le maillot doré de leader du classement général à l'issue de l'étape.

## Profil et parcours
Une étape casse-pattes de 180 km avec trois cols de troisième catégorie:
- Alto de la Tendilla (km 31)
- Alto de Corcoles (km 60)
- Alto de Castillo (km 168)

## Déroulement

### Récit
Alejandro Valverde attaque dans l'Alto del Castillo, suivi par Carlos Sastre, Alexandre Vinokourov, Paolo Bettini et Luis Pérez Rodríguez.
Samuel Sánchez les rattrape dans la descente avec d'autres coureurs, puis attaque à plus de six kilomètres de la ligne d’arrivée. Une avance d'à peine 10 secondes lui permet de remporter l’étape face à un groupe de poursuivants menés par Thor Hushovd et Valverde. Le leader du classement général remporte huit secondes de bonifications la veille du C.L.M.

### Points distribués
| Premier   | Jean-Patrick Nazon France | 4 pts |
| Second    | Lars Ytting Bak Danemark  | 2 pts |
| Troisième | Matteo Tosatto Italie     | 1 pt  |

| Premier   | Íñigo Landaluze Espagne  | 4 pts |
| Second    | Frédéric Bessy France    | 2 pts |
| Troisième | Lars Ytting Bak Danemark | 1 pt  |

| Premier   | Frédéric Bessy France    | 6 pts |
| Second    | Pietro Caucchioli Italie | 4 pts |
| Troisième | Egoi Martínez Espagne    | 2 pts |
| Quatrième | David Arroyo Espagne     | 1 pts |

| Premier   | Michael Boogerd Pays-Bas | 6 pts |
| Second    | Davide Rebellin Italie   | 4 pts |
| Troisième | Frédéric Bessy France    | 2 pts |
| Quatrième | Lars Ytting Bak Danemark | 1 pts |

| Premier   | Alejandro Valverde Espagne      | 6 pts |
| Second    | Carlos Sastre Espagne           | 4 pts |
| Troisième | Alexandre Vinokourov Kazakhstan | 2 pts |
| Quatrième | Paolo Bettini Italie            | 1 pts |

## Classement de l'étape
| \| Classement de l'étape \| Classement de l'étape \| Classement de l'étape \| Classement de l'étape \| Classement de l'étape \| \| Coureur \| Coureur \| Pays \| Équipe \| Temps \| \| --------------------- \| --------------------- \| --------------------- \| ------------------------------ \| --------------------- \| \| 1er \| Samuel Sánchez \| Espagne \| Euskaltel-Euskadi \| 4 h 03 min 43 s \| \| 2e \| Thor Hushovd \| Norvège \| Crédit Agricole \| + 0 s \| \| 3e \| Alejandro Valverde \| Espagne \| Caisse d'Épargne-Illes Balears \| + 0 s \| \| 4e \| Luca Paolini \| Italie \| Liquigas \| + 0 s \| \| 5e \| Paolo Bettini \| Italie \| Quick Step-Innergetic \| + 0 s \| \| 6e \| Danilo Di Luca \| Italie \| Liquigas \| + 0 s \| \| 7e \| Ruggero Marzoli \| Italie \| Lampre-Fondital \| + 0 s \| \| 8e \| Erik Zabel \| Allemagne \| Team Milram \| + 0 s \| \| 9e \| Stuart O'Grady \| Australie \| CSC \| + 0 s \| \| 10e \| Alexandre Vinokourov \| Kazakhstan \| Astana \| + 0 s \| |                      |            |                                |                 |
| |                      |            |                                |                 |
| |                      |            |                                |                 |
| Classement de l'étape |                      |            |                                |                 |
| Coureur | Coureur              | Pays       | Équipe                         | Temps           |
| 1er | Samuel Sánchez       | Espagne    | Euskaltel-Euskadi              | 4 h 03 min 43 s |
| 2e | Thor Hushovd         | Norvège    | Crédit Agricole                | + 0 s           |
| 3e | Alejandro Valverde   | Espagne    | Caisse d'Épargne-Illes Balears | + 0 s           |
| 4e | Luca Paolini         | Italie     | Liquigas                       | + 0 s           |
| 5e | Paolo Bettini        | Italie     | Quick Step-Innergetic          | + 0 s           |
| 6e | Danilo Di Luca       | Italie     | Liquigas                       | + 0 s           |
| 7e | Ruggero Marzoli      | Italie     | Lampre-Fondital                | + 0 s           |
| 8e | Erik Zabel           | Allemagne  | Team Milram                    | + 0 s           |
| 9e | Stuart O'Grady       | Australie  | CSC                            | + 0 s           |
| 10e | Alexandre Vinokourov | Kazakhstan | Astana                         | + 0 s           |

## Classement général
Troisième de l'étape, l'Espagnol Alejandro Valverde (Caisse d'Épargne-Illes Balears) conserve le maillot doré de leader du classement général et profite des huit secondes de boinifications pour augementer légèrement son avance sur ses concurrents. Il devance le Kazakh Andrey Kashechkin (Astana) de maintenant 35 secondes et son compatriote Carlos Sastre (CSC) de 52 secondes.
| \| Classement général \| Classement général \| Classement général \| Classement général \| Classement général \| \| Coureur \| Coureur \| Pays \| Équipe \| Temps \| \| ------------------ \| -------------------------- \| ------------------ \| ------------------------------ \| ------------------ \| \| 1er \| Alejandro Valverde \| Espagne \| Caisse d'Épargne-Illes Balears \| 53 h 42 min 21 s \| \| 2e \| Andrey Kashechkin \| Kazakhstan \| Astana \| + 35 s \| \| 3e \| Carlos Sastre \| Espagne \| CSC \| + 52 s \| \| 4e \| José Ángel Gómez Marchante \| Espagne \| Saunier Duval-Prodir \| + 1 min 04 s \| \| 5e \| Alexandre Vinokourov \| Kazakhstan \| Astana \| + 1 min 46 s \| \| 6e \| Janez Brajkovič \| Slovénie \| Discovery Channel \| + 2 min 13 s \| \| 7e \| Manuel Beltrán \| Espagne \| Discovery Channel \| + 2 min 36 s \| \| 8e \| Danilo Di Luca \| Italie \| Liquigas \| + 2 min 39 s \| \| 9e \| Vladimir Karpets \| Russie \| Caisse d'Épargne-Illes Balears \| + 3 min 10 s \| \| 10e \| Ruggero Marzoli \| Italie \| Lampre-Fondital \| + 4 min 07 s \| |                            |            |                                |                  |
| |                            |            |                                |                  |
| |                            |            |                                |                  |
| Classement général |                            |            |                                |                  |
| Coureur | Coureur                    | Pays       | Équipe                         | Temps            |
| 1er | Alejandro Valverde         | Espagne    | Caisse d'Épargne-Illes Balears | 53 h 42 min 21 s |
| 2e | Andrey Kashechkin          | Kazakhstan | Astana                         | + 35 s           |
| 3e | Carlos Sastre              | Espagne    | CSC                            | + 52 s           |
| 4e | José Ángel Gómez Marchante | Espagne    | Saunier Duval-Prodir           | + 1 min 04 s     |
| 5e | Alexandre Vinokourov       | Kazakhstan | Astana                         | + 1 min 46 s     |
| 6e | Janez Brajkovič            | Slovénie   | Discovery Channel              | + 2 min 13 s     |
| 7e | Manuel Beltrán             | Espagne    | Discovery Channel              | + 2 min 36 s     |
| 8e | Danilo Di Luca             | Italie     | Liquigas                       | + 2 min 39 s     |
| 9e | Vladimir Karpets           | Russie     | Caisse d'Épargne-Illes Balears | + 3 min 10 s     |
| 10e | Ruggero Marzoli            | Italie     | Lampre-Fondital                | + 4 min 07 s     |

## Classements annexes
| Classement par points | Classement par points | Classement par points | Classement par points          | Classement par points |
| Coureur               | Coureur               | Pays                  | Équipe                         | Points                |
| --------------------- | --------------------- | --------------------- | ------------------------------ | --------------------- |
| 1er                   | Thor Hushovd          | Norvège               | Crédit Agricole                | 155 pts               |
| 2e                    | Francisco Ventoso     | Espagne               | Saunier Duval-Prodir           | 84 pts                |
| 3e                    | Luca Paolini          | Italie                | Liquigas                       | 79 pts                |
| 4e                    | Erik Zabel            | Allemagne             | Team Milram                    | 79 pts                |
| 5e                    | Alejandro Valverde    | Espagne               | Caisse d'Épargne-Illes Balears | 75 pts                |

| Classement par points | Classement par points | Classement par points | Classement par points          | Classement par points |
| Coureur               | Coureur               | Pays                  | Équipe                         | Points                |
| --------------------- | --------------------- | --------------------- | ------------------------------ | --------------------- |
| 1er                   | Thor Hushovd          | Norvège               | Crédit Agricole                | 155 pts               |
| 2e                    | Francisco Ventoso     | Espagne               | Saunier Duval-Prodir           | 84 pts                |
| 3e                    | Luca Paolini          | Italie                | Liquigas                       | 79 pts                |
| 4e                    | Erik Zabel            | Allemagne             | Team Milram                    | 79 pts                |
| 5e                    | Alejandro Valverde    | Espagne               | Caisse d'Épargne-Illes Balears | 75 pts                |

| Classement de la montagne | Classement de la montagne | Classement de la montagne | Classement de la montagne      | Classement de la montagne |
| Coureur                   | Coureur                   | Pays                      | Équipe                         | Points                    |
| ------------------------- | ------------------------- | ------------------------- | ------------------------------ | ------------------------- |
| 1er                       | Pietro Caucchioli         | Italie                    | Crédit Agricole                | 81 pts                    |
| 2e                        | José Miguel Elías         | Espagne                   | Relax-GAM                      | 70 pts                    |
| 3e                        | Egoi Martínez             | Espagne                   | Discovery Channel              | 67 pts                    |
| 4e                        | David Arroyo              | Espagne                   | Caisse d'Épargne-Illes Balears | 53 pts                    |
| 5e                        | Alejandro Valverde        | Espagne                   | Caisse d'Épargne-Illes Balears | 48 pts                    |

| Classement de la montagne | Classement de la montagne | Classement de la montagne | Classement de la montagne      | Classement de la montagne |
| Coureur                   | Coureur                   | Pays                      | Équipe                         | Points                    |
| ------------------------- | ------------------------- | ------------------------- | ------------------------------ | ------------------------- |
| 1er                       | Pietro Caucchioli         | Italie                    | Crédit Agricole                | 81 pts                    |
| 2e                        | José Miguel Elías         | Espagne                   | Relax-GAM                      | 70 pts                    |
| 3e                        | Egoi Martínez             | Espagne                   | Discovery Channel              | 67 pts                    |
| 4e                        | David Arroyo              | Espagne                   | Caisse d'Épargne-Illes Balears | 53 pts                    |
| 5e                        | Alejandro Valverde        | Espagne                   | Caisse d'Épargne-Illes Balears | 48 pts                    |

| Classement du combiné | Classement du combiné      | Classement du combiné | Classement du combiné          | Classement du combiné |
| Coureur               | Coureur                    | Pays                  | Équipe                         | Points                |
| --------------------- | -------------------------- | --------------------- | ------------------------------ | --------------------- |
| 1er                   | Alejandro Valverde         | Espagne               | Caisse d'Épargne-Illes Balears | 11 pts                |
| 2e                    | Carlos Sastre              | Espagne               | CSC                            | 19 pts                |
| 3e                    | Andrey Kashechkin          | Kazakhstan            | Astana                         | 27 pts                |
| 4e                    | Alexandre Vinokourov       | Kazakhstan            | Astana                         | 27 pts                |
| 5e                    | José Ángel Gómez Marchante | Espagne               | Saunier Duval-Prodir           | 28 pts                |

| Classement du combiné | Classement du combiné      | Classement du combiné | Classement du combiné          | Classement du combiné |
| Coureur               | Coureur                    | Pays                  | Équipe                         | Points                |
| --------------------- | -------------------------- | --------------------- | ------------------------------ | --------------------- |
| 1er                   | Alejandro Valverde         | Espagne               | Caisse d'Épargne-Illes Balears | 11 pts                |
| 2e                    | Carlos Sastre              | Espagne               | CSC                            | 19 pts                |
| 3e                    | Andrey Kashechkin          | Kazakhstan            | Astana                         | 27 pts                |
| 4e                    | Alexandre Vinokourov       | Kazakhstan            | Astana                         | 27 pts                |
| 5e                    | José Ángel Gómez Marchante | Espagne               | Saunier Duval-Prodir           | 28 pts                |

| Classement par équipes | Classement par équipes         | Classement par équipes | Classement par équipes |
| Équipe                 | Équipe                         | Pays                   | Temps                  |
| ---------------------- | ------------------------------ | ---------------------- | ---------------------- |
| 1re                    | Discovery Channel              | États-Unis             | 160 h 32 min 15 s      |
| 2e                     | Caisse d'Épargne-Illes Balears | Espagne                | + 10 min 32 s          |
| 3e                     | Astana                         | Espagne                | + 16 min 41 s          |
| 4e                     | Euskaltel-Euskadi              | Espagne                | + 19 min 27 s          |
| 5e                     | Lampre-Fondital                | Italie                 | + 28 min 28 s          |

| Classement par équipes | Classement par équipes         | Classement par équipes | Classement par équipes |
| Équipe                 | Équipe                         | Pays                   | Temps                  |
| ---------------------- | ------------------------------ | ---------------------- | ---------------------- |
| 1re                    | Discovery Channel              | États-Unis             | 160 h 32 min 15 s      |
| 2e                     | Caisse d'Épargne-Illes Balears | Espagne                | + 10 min 32 s          |
| 3e                     | Astana                         | Espagne                | + 16 min 41 s          |
| 4e                     | Euskaltel-Euskadi              | Espagne                | + 19 min 27 s          |
| 5e                     | Lampre-Fondital                | Italie                 | + 28 min 28 s          |